# ガリシア統一左翼
ガリシア統一左翼（ガリシア語: Esquerda Unida、EU）はスペインの全国政党（連合）統一左翼のガリシア州での連合組織。2012年の自治州議会選挙において5議席を獲得した。また、自治州内の自治体議会において14議席を有する（カンブレ、フェネ、フェロル、ムガルドス、ネダ、ビベイロ、ビラガルシーア・デ・アロウサ、オ・グローベ、他）。

## 歴史

### 結成
1986年、スペインのNATOへの残留をめぐって国内で激しく議論が交わされている時、ガリシア共産党（PCG、スペイン共産党のガリシア支部政党組織）、社会主義行動党のガリシア支部組織、共和主義左翼（ガリシア共和主義左翼）、ガリシア人民共産党（PCPG、スペイン人民共産党のガリシア支部組織）などと特定の政治勢力に参加していない人々によって、選挙連合として結成された。1989年政治、社会運動体に転換した。初代代表者（Coordinador Xeral）はPCGの書記長アンショ・ゲレイロが就いた。
1995年、1993年の総選挙と自治州選挙において選挙連合を組んで、議席を得ることはかなわなかったものの、ガリシア統一左翼の歴史の中で最高の結果をもたらしたガリシア社会党＝ガリシア左翼（PSG-EG）の一部が加入した。また、同年の自治体選挙においても、ルーゴとフェロルで3議席を獲得し、ガリシア統一左翼の歴史始まって以来の最高の結果であった。

### 内部分裂
1997年5月25日、代表アンショ・ゲレイロ（全国レベルでは新左翼民主党に支持された）率いる全国編成評議会、全国会議で採択された決定に反して、同年の州議会選挙においてガリシア社会主義者党（PSdeG）と共闘することを決定した。
ルーゴ自治体議会議員カルロス・ダフォンテを中心とする一派とガリシア共産党書記長マヌエル・ペーニャ＝レイに率いられたグループは集会を招集、全国組織Izquierda Unidaとこれまで同様の関係を維持すること、次期州議会選挙においてIzquierda Unidaの名称で臨むこと（選挙委員会がガリシア語での名称Ezquerda Unidaの使用中止を決定したことによる）、そしてマヌエル・ペーニャ＝レイを選挙での自治州首相候補とすることを決めた。そして翌1998年マヌエル・ペーニャ＝レイを代表代行に選出した。
その後、アンショ・ゲレイロに率いられたグループはガリシア左翼を結成した。そして裁判所は最終的に統一左翼（Izquierda Unida）のガリシア支部政党連合にたいしてEsquerda Unida（ガリシア語で統一左翼の意）の名称の使用を認めた。今日政党ガリシア左翼は存在せず、またそのメンバーの多くは再びガリシア統一左翼（EU-IU）のメンバーとなっている。
2000年に開催された党大会で、ガリシア共産党（PCG）のカルロス・ダフォンテ書記長が代表に選出され、2002年7月にPCGの書記長を辞するまでその地位にあった。2003年の党大会ではフェロル地区の責任者であり、ムガルドスでPSdeGとBNGと連立し、自治体政府の一翼を担っていたが、その後与党を離脱したピラール・ディアスがEU-IU代表に選出された。
2004年の総選挙では、得票31,908（1.74%）で、州内では第3勢力であるBNGと大差をつけられた第4勢力に終わった。その後、代表のピラール・ディアスは支援者の支持を十分集めることができず、辞任、そして2005年の次期大会開催まで暫定委員会が組織を率いることとなった。2005年大会でフェロルの自治体議会議員のヨランダ・ディアスが新代表に選出された。

### ヨランダ・ディアス代表
2005年の自治州議会選挙では、自治州首相候補にヨランダ・ディアスを掲げたが得票12,000票あまり（得票率0.8%）で、第4党に終わった。2007年の自治体選挙では全ガリシアで22,587票（得票率1.37%）を得て、14議席を獲得した（前回の2003年の選挙では19,643票、得票率1.17%、獲得議席11であった）。特に代表のヨランダ・ディアスが出馬したフェロルで4議席、そしてビラガルシーア・デ・アロウサで3議席と躍進した。フェロルではガリシア社会主義者党（PSdeG）のビセンテ・イリサーリと連立政権を組織、2008年10月に連立を解消するまで、市政運営に携わった。
2008年の総選挙では、24,308票（1.37%）を獲得、州内の第4勢力にとどまった。2009年の州議会選挙では、前回に比して好調に選挙運動は推移していたが、結果は6位と惨敗した。同年の欧州議会選挙もほぼ同じ結果に終わった（14,956票、1.31%）。

### 左翼勢力の再結集
2010年6月5日サンティアゴ・デ・コンポステーラのテアトロ・プリンシパルにおいて左翼勢力再結集大会が挙行された。この大会にはガリサ人民戦線（FPG）や、労働者統一セントラル（CUT）、労働者委員会（CCOO）、教育労働者組合連合（STEG）などの労働組合、世界女性行進、Sinerxiaなどの市民団体や個人が参集した。また、フェロル、ビーゴ、ア・コルーニャをはじめ、各地で再結集大会が行われた。
2011年3月11日に行われた地方選挙（Elecciones municipales de España de 2011）では、得票30,177、得票率1.91%、獲得議席14という1993年以来の最高の結果であった。県別では、ア・コルーニャ県11、ポンテベドラ県3、7都市では、フェロル2、ア・コルーニャ、ビーゴ各1であった。
同年11月に行われた総選挙においても、得票数67,751、得票率4.12%で1993年以来の最高の結果を得た。
2012年7月14日サンティアゴ・デ・コンポステーラにおいて、アノーバ＝イルマンダーデ・ナショナリスタ、エンコントロ・イルマンディーニョ、ガリサ人民戦線、モベメント・ポラ・バセなどの団体によって構成）が結成され、ガリシア統一左翼との共闘を進めることが発表された。一方EUの側からは"Syriza galega"との名称のガリシア反資本主義勢力戦線について、ANOVA、FPG、エコソシャリスタ・ダ・ガリサとの間で会合がもたれるとの発表がなされた。同年8月ガリシア統一左翼とFPGとの間で、革新性とガリシアの民族自決を基調とし、より広範囲にこの計画を一致して推し進めることが合意された。
2013年に予定されていた自治州議会選挙が前倒して行われるという発表がなされた後、ANOVAはガリシア統一左翼を含めた左派による広範な選挙連合の組織化を推進することを公式声明として発表した。同年9月4日にはガリシア統一左翼の政治委員会はANOVAの提案に同意した。またエコロジスト政党EQUOもこの提案に参加する意思のあることを発表した。
最終的に選挙連合の名称はアルテルナティーバ・ガレーガ・デ・エスケルダに決定した。他の政治団体、政党にも広く門戸を開くため、主権主義や、EQUOが提唱する反資本主義などについても盛り込まれた。コンプロミソ・ポル・ガリシア（CxG）を構成する諸党も同連合への参加をすでに決定していたが、最終的な合意には至らず、このことを受けてエスパソ・エコソシャリスタはCxGを脱退した。
2012年10月21日に行われたガリシア自治州議会選挙では、選挙連合アルテルナティーバ・ガレーガ・デ・エスケルダは得票率13.99%で大躍進し、9議席を獲得、ガリシア民族主義ブロック（BNG）を抜いて議会第3党となった。獲得議席9のうち5議席がガリシア統一左翼に配分された。

## 選挙結果
| 下院議員選挙 ガリシア州での統一左翼の選挙結果 | 下院議員選挙 ガリシア州での統一左翼の選挙結果  | 下院議員選挙 ガリシア州での統一左翼の選挙結果 | 下院議員選挙 ガリシア州での統一左翼の選挙結果 | 下院議員選挙 ガリシア州での統一左翼の選挙結果 |
| 選挙                                          | 選挙での名称（ガリシア語）                     | 得票                                          | 得票率                                        | 議席                                          |
| --------------------------------------------- | ---------------------------------------------- | --------------------------------------------- | --------------------------------------------- | --------------------------------------------- |
| 1986年                                        | Plataforma Galeguista e de Esquerda Unida      | 14,614                                        | 1.14%                                         | 0                                             |
| 1989年                                        | Esquerda Unida                                 | 43,645                                        | 3.28%                                         | 0                                             |
| 1993年                                        | Esquerda Unida - Unidade Galega（es）          | 74,605                                        | 4.71%                                         | 0                                             |
| 1996年                                        | Esquerda Unida - Esquerda Galega               | 62,253                                        | 3.63%                                         | 0                                             |
| 2000年                                        | Esquerda Unida - Izquierda Unida               | 21,127                                        | 1.28%                                         | 0                                             |
| 2004年                                        | Esquerda Unida - Izquierda Unida               | 31,908                                        | 1.74%                                         | 0                                             |
| 2008年                                        | Esquerda Unida - Izquierda Unida - Alternativa | 25,308                                        | 1.37%                                         | 0                                             |
| 2011年                                        | Esquerda Unida - Os Verdes                     | 67,182                                        | 4.12%                                         | 0                                             |

| ガリシア自治州議会選挙 ガリシア統一左翼の選挙結果 | ガリシア自治州議会選挙 ガリシア統一左翼の選挙結果 | ガリシア自治州議会選挙 ガリシア統一左翼の選挙結果 | ガリシア自治州議会選挙 ガリシア統一左翼の選挙結果 | ガリシア自治州議会選挙 ガリシア統一左翼の選挙結果 | ガリシア自治州議会選挙 ガリシア統一左翼の選挙結果 |
| 選挙                                              | 選挙での名称（ガリシア語）                        | 首相候補                                          | 得票                                              | 得票率                                            | 議席                                              |
| ------------------------------------------------- | ------------------------------------------------- | ------------------------------------------------- | ------------------------------------------------- | ------------------------------------------------- | ------------------------------------------------- |
| 1989年                                            | Esquerda Unida (EU-IU)                            | アンショ・ゲレイロ                                | 19,774                                            | 1.49%                                             | 0                                                 |
| 1993年                                            | Esquerda Unida - Unidade Galega                   | カミーロ・ノゲイラ                                | 44,902                                            | 3.09%                                             | 0                                                 |
| 1997年                                            | Izquierda Unida a                                 | マヌエル・ペーニャ＝レイ                          | 13,964                                            | 0.88%                                             | 0                                                 |
| 2001年                                            | Esquerda Unida - Izquierda Unida                  | カルロス・ダフォンテ                              | 10,431                                            | 0.68%                                             | 0                                                 |
| 2005年                                            | Esquerda Unida - Izquierda Unida                  | ヨランダ・ディアス                                | 12,418                                            | 0.74%                                             | 0                                                 |
| 2009年                                            | Esquerda Unida - Izquierda Unida                  | ヨランダ・ディアス                                | 16,441                                            | 0.99%                                             | 0                                                 |
| 2012年                                            | Alterenativa Galega de Esquerda b                 | ショセ・マヌエル・ベイラス                        | 200,101                                           | 13.99%                                            | 5（9）                                            |

a Esquerda Unida - Esquerda Galegaという名称はガリシア社会主義者党（PSdeG） 、緑の党（Os Verdes）と選挙連合を組んだアンショ・ゲレイロ側（Esquerda de Galicia）によって使用された。

b ガリシア統一左翼（Esquerda Unida）、アノーバ＝イルマンダーデ・ナショナリスタ（Anova）、EQUO、エスパソ・エコソシャリスタ（Espazo Ecosocialista Galego）による選挙連合。

## 歴代代表
代表職名はCoordinador Xeral。
- 1986-1997: アンショ・ゲレイロ（Anxo Guerreiro）
- 1998-2000: マヌエル・ペーニャ＝レイ（Manuel Peña-Rey）
- 2000-2002: カルロス・ダフォンテ（Carlos Dafonte）
- 2003-2004: ピラール・ディアス（Pilar Díaz）
- 2004-2005: 暫定委員会
- 2005-2017: ジョランダ・ディアス（Yolanda Díaz）
- 2017-: エヴァ・ソーラ（Eva Solla）